# 李白撞擊坑
李白撞擊坑（英語：Li Po）是一個水星上的撞擊坑，直徑120公里。1976年由國際天文學聯合會以中國唐朝詩人李白命名。